# Linia kolejowa Oswa – Rosław
Linia kolejowa Oswa – Rosław – linia kolejowa w Rosji łącząca ślepą stację Poniatowka ze stacją Rosław I. Zarządzana jest przez Kolej Moskiewską (część Kolei Rosyjskich).
Linia położona jest w obwodzie smoleńskim. W całości jest niezelektryfikowana i jednotorowa. Obecnie na linii nie jest prowadzony ruch pasażerski.

## Historia
Dawniej linia biegła dalej do Krzyczewa na Białorusi. Obecnie odcinek transgraniczny linii jest nieprzejezdny.